# Militärpass

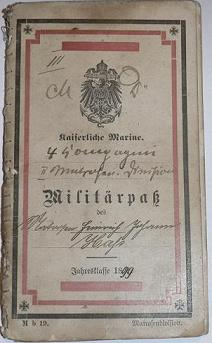
Militaerpass Marynarki Wojennej, 1899

Militärpaß – niemiecki dokument wojskowy z okresu 1860−1918 opisujący przebieg służby wojskowej każdego żołnierza.
Wprowadzony przed wojną francusko-pruską, został zastąpiony w 1919 przez Reichswehrpass, a później przez Wehrpass. Inaczej niż Soldbuch, Militärpass uzupełniany był przez administrację poszczególnych regimentów. Dokument przekazywany był żołnierzowi po zwolnieniu go ze służby.
Militärpass zawierał szczegółowe informacje o żołnierzu, przede wszystkim:
- dane osobowe (imię, nazwisko, data i miejsce urodzenia, zawód, imiona rodziców, imiona dzieci),
- datę powołania do służby wojskowej, przeniesienia do poszczególnych jednostek wojskowych, udział w szkoleniach, udział w bitwach, otrzymane odznaczenia, odniesione rany.

Pomiędzy poszczególnymi rodzajami wojsk występowały niewielkie różnice w zawartości dokumentu oraz, rzadziej, w kolorystyce okładki.